# جهان در درگیری: حمله شوروی
جهان در درگیری: حمله شوروی (به انگلیسی: World in Conflict: Soviet Assault) یک بسته الحاقی ۲۰۰۹ است که توسط مسیو انترتینمنت و استودیو شمشیر ماهی برای بازی ویدیویی جهان در درگیری2007 تاکتیک هم‌زمان ساخته شده‌است. این ویژگی توانایی بازی به عنوان اتحاد جماهیر شوروی در مبارزات تک بازیکن را دارد، که بازیکن در برابر آن در جنگ جهانی اصلی جنگید و همچنین نقشه‌های اضافی چند نفره را اضافه می‌کند.
این بازی در یک تاریخ جایگزین ۱۹۸۹ تنظیم شده‌است که در آن دفتر سیاسی اتحاد جماهیر شوروی تصمیم می‌گیرد به جای فروپاشی، برای حفظ خود اقدام نظامی انجام دهد. اتحاد جماهیر شوروی در دستیابی به کمک دیپلماتیک، به اروپای غربی و منطقه شمال غربی اقیانوس آرام ایالات متحده حمله نمی‌کند. با این حال، علاوه بر مبارزات استاندارد ایالات متحده، بازیکن همچنین نقش رومانف، ستوان ارتش شوروی را به فرماندهی سرهنگ ولادیمیر اورلوفسکی بر عهده دارد. اورلوفسکی همچنین در گردان خود به دو زیردست دیگر فرماندهی می‌کند. برادرزاده وی کاپیتان نیکولای مالاشنکو و دوست قدیمی سرگرد والری لبدژف، افسر کا گ ب وابسته به گردان. این گسترش در مجموع شش مأموریت اتحاد جماهیر شوروی را در بین مأموریت‌های بازی اصلی ایجاد می‌کند، بنابراین داستان را کامل می‌کند و با حفظ واحدها و ویژگی‌های بازی اصلی، به عنوان یک به روزرسانی برای این کمپین عمل می‌کند.
نسخه کامل جهان در درگیری و بسته مستقل بسته گسترش حمله در ایالات متحده در ۱۰ مارس ۲۰۰۹ و بعداً در اروپا و استرالیا در ۱۲ مارس ۲۰۰۹ منتشر شد.
جهان در درگیری: حمله شوروی قابلیت چند نفره را ارائه می‌دهد که از ۱۶ بازیکن آنلاین یا از طریق شبکه (LAN) پشتیبانی می‌کند. سرورهای رسمی ماسگیت در دسامبر ۲۰۱۵ توسط یوبی سافت خاموش شد. با این حال، در سال ۲۰۱۷، انجمن پخش کننده‌ها قابلیت‌های چند نفره آنلاین را از طریق یک نسخه غیر وابسته از ماسگیت بازیابی کردند.

## گیم پلی بازی
توسعه جدید دارای ۶ مأموریت تک نفره و ۲ نقشه جدید چند نفره است. این مأموریت‌های جدید در مبارزات تک بازیکن وجود دارد و این مأموریت‌های جدید را با مبارزات فعلی ایالات متحده ادغام می‌کند، به این معنی که این دو با یکدیگر گره خورده‌اند. نسخه‌های کنسول باید دارای بازشناسی گفتاری که به شما امکان می‌دهد واحدها را از طریق یک هدست سفارش داده و در میدان جنگ مستقر کنند. با این حال این ویژگی هرگز برای نسخه PC اجرا نشد. ۲ نقشه چند نفره به صورت رایگان برای دارندگان دنیای اصلی در تضاد در دسترس است.
اتحاد جماهیر شوروی یک نوع مبارزات جدید شوروی را بهمراه دارد که با مبارزات اصلی بازی جهان در درگیری عجین شده‌است، و اهداف اصلی را در مبارزات اصلی گره می‌زند.

## طرح
در سال ۱۹۸۸، در آستانه سقوط اقتصادی کامل، اتحاد جماهیر شوروی خواستار کمک فوری از غرب است. تنش‌ها شروع می‌شود تا سال آینده، همان‌طور که مذاکرات پایان می‌یابد و هیچ مشخص قابل ملاحظه ای وجود ندارد - اتحاد جماهیر شوروی تهدید به درگیری در صورت عدم پذیرش ناتو از اجرای آن، که به نوبه خود تهدید جنگ شوروی را باور نمی‌کنند، زیرا چیزی بالاتر از یک شیادی پیچیده‌است. در تابستان ۱۹۸۹، مذاکرات کاملاً خراب شد.
در برلین شرقی، نیروهای شوروی تحت فرماندهی سرهنگ اورلوفسکی برای آنچه اولین بار خواهد بود، اولین عکسهای جنگ جهانی سوم - حمله و اشغال آلمان غربی تجمع کردند. پیش از این، ستوان رومانوف، شخصیت بازیکن برای مبارزات شوروی وظیفه دارد تیمی از کماندوهای اسپتسناز را به برلین غربی هدایت کند تا مواد منفجره را در باتری‌های موشکی هوایی واقع در نزدیکی دیوار برلین منعقد کند. در اوایل صبح، مواد منفجره منفجر می‌شود و بلافاصله با پیشروی اتحاد جماهیر شوروی به برلین غربی آغاز می‌شود و سپس نیروهای آمریکایی مستقر در آنجا را خرد می‌کند و به اولین پیروزی در جنگ جهانی سوم دست می‌یابد.
چهار ماه بعد، اتحاد جماهیر شوروی حمله غافلگیرانه خود را به شمال غربی ایالات متحده آغاز کرد و متعاقباً سیاتل، واشینگتن و مناطق اطراف آن را اشغال کرد. سرهنگ اورلوفسکی به همراه برادرزاده اش کاپیتان مالاشنکو، هوادار غیرتمند ایدئولوژی اتحاد جماهیر شوروی و سرگرد لبدجف، وابسته کا گ ب، به فرماندهی نیروهای اعزامی شوروی در آمریکا بازگشت. رومانوف همچنین به تئاتر آمریکایی منصوب می‌شود و در چند مأموریت اول به آرام سازی حومه اطراف آمریکا اختصاص دارد.
مالاشنکو قاطعانه معتقد است که حمله شوروی به آمریکا به عنوان آزادی مورد استقبال قرار گرفته‌است. با این وجود، به‌طور غیرمنتظره ای حضور شوروی در ایالات متحده با خصومت مردم غیرنظامی روبرو شده‌است، که گروه‌های شبه نظامی را برای کمک به گارد ملی تشکیل می‌دهند. سرانجام مالاشنکو صبر خود را در برابر پرولتاریای آمریکایی از دست می‌دهد، حتی تا آنجا پیش می‌رود که اعدامهای دسته جمعی را با هدف شلیک برای نمونه سازی برای آمریکایی‌ها پیشنهاد دهد. با این حال اورلوفسکی، با درک اینکه این فقط اوضاع را برای اوضاع بدتر خواهد کرد، هرگونه جوخه شلیک را منع می‌کند. علی‌رغم این، مالاشنکو قصد دارد اثبات کند که م workثر است، اما لحظاتی قبل از اعدام چندین غیرنظامی در حوالی ایتونویل در طی یک عملیات ضد شورش گرفتار شده‌است. اورلوفسکی با عصبانیت از اینکه برادرزاده اش از دستور مستقیم سرپیچی کند، به او هشدار می‌دهد که اگر دوباره از خط خارج شود، او را به
دادگاه نظامی می‌کشند و با شرم به خانه می‌فرستند.
قبل از حمله به سیاتل و به دنبال حمله اولیه شوروی به آلمان غربی، جنگ هنوز در سرزمین اصلی اروپا مهار می‌شود که تا حدودی به بن‌بست تبدیل شده‌است. پیشرفت بسیار کمی در هر دو طرف درگیری حاصل شده‌است، و باعث اتحاد جماهیر شوروی شد تا اورلوفسکی را به نروژ بفرستد، جایی که او و گردانش به یک پایگاه راداری هشدار سریع حمله می‌کنند که به نیروی هوایی شوروی اجازه می‌دهد مأموریت‌های بمب‌گذاری را در اعماق فرانسه و انگلستان این مأموریت موفقیت‌آمیز است، اما به زودی به اورلوفسکی خبر رسید که نیروهای ناتو وارد خاک شوروی، نزدیک پایگاه زیردریایی در مورمانسک شده‌اند. در بازگشت به خانه، اورلوفسکی و گردانش وظیفه دفاع از یک اردوگاه اسیر را از حمله ناتو بر عهده دارند. قبل از نبرد، به مالاشنکو اطلاع داده می‌شود که همسر و کودک شیرخوار وی هر دو در عملیات ناتو کشته شده‌اند (اشاره احتمالی به اقدامات کاپیتان بانون در بازی اول). اورلوفسکی سعی می‌کند از برادرزاده خود دلجویی کند، اما مالاشنکو با عصبانیت از عدم پیشرفت قابل توجه در جنگ و دروغ‌های مداوم اداره اطلاعات اصلی(GRU) وکا گ ب(KGB) به ترتیب به ارتش و دولت انتقاد می‌کند.
در پی پیامد فاجعه بار آبشار کاسکاد، جایی که ارتش ایالات متحده برای محافظت از فورت تلر (مقر طرح دفاع استراتژیک) یک دستگاه هسته ای تاکتیکی را بر فراز شهر منفجر کرده بود، اورلوفسکی یک گردان خسته، خسته و خسته و تقریباً تهی شده را رهبری می‌کند به سیاتل برگردیم تا برای ضد حمله اجتناب ناپذیر آمریکایی آماده شویم. منطقه ای که گردان باید از آنجا عبور کند، با نیروهای آمریکایی در حال خزیدن است، آنها از توپ MLRS برای آزار شوروی‌های عقب نشین استفاده می‌کنند. رومانوف وظیفه جستجو و از بین بردن مواضع را دارد، اما در اواسط مأموریت، اورلوفسکی سرانجام متوجه بیهودگی آن می‌شود و مقدمات بازگشت گردان به خانه را فراهم می‌کند. مالاشکنکو که از اقدامات عمویش عصبانی بود، او را شلیک کرده و می‌کشد و گروهش را به سیاتل می‌برد در حالی که سرگرد لبدژف فرماندهی را برعهده می‌گیرد، وی طبق خواسته اورلوفسکی اقدام به تخلیه بقیه گردان به روسیه می‌کند.

## توزیع
گسترش از طریق دو روش بارگیری آنلاین و خرده فروشی انجام شد. دو نسخه خرده فروشی وجود دارد که یک نسخه فقط شامل گسترش است و نسخه دیگری با نام
("World in Conflict: Complete Edition") که شامل بازی اصلی و گسترش حمله شوروی است. بارگیری آنلاین فقط شامل گسترش حمله شوروی است و برای بازیکنانی طراحی شده‌است که از قبل بازی اصلی را دارند.
تمام محتوای چند نفره منتشر شده برای حمله شوروی (نقشه‌های جدید) از طریق ماسگیت به صورت رایگان در اختیار جامعه جهانی در درگیری است. با این حال باید ماموریت‌های جدید تک نفره برای دسترسی کاربر به مطالب خریداری شود.

## توسعه
قرار بودحملهٔ شوروی در ۲۰۰۸ توسط (Vivendi Games) برای Xbox 360 و PlayStation 3 به عنوان یک بازی مستقل و برای رایانه‌های شخصی مبتنی بر Windows به عنوان یک بسته الحاقی منتشر شود. با این حال، نسخه‌های کنسول لغو شدند.
در تاریخ ۱۰ ژوئیه ۲۰۰۸، اکتیویژن با (Vivendi Games) ادغام شد و اکتیویژن بلیزارد را تشکیل داد. در تاریخ ۲۹ ژوئیه ۲۰۰۸، اکتیویژن چندین عنوان برنامه (Vivendi Games) را از تولیدات خود حذف کرد، یکی از آنها (جهان در درگیری: حمله شوروی) بود، و آینده بازی را زیر سؤال برد.
در ۶ اوت ۲۰۰۸، اکتیویژن (Massive Entertainment) را برای فروش قرار داد. در ۱۱ نوامبر، (Massive) توسط یوبی‌سافتخریداری شد.